# Halblech (rivière)
Le Halblech est une rivière allemande d'une longueur de 15 km qui coule dans le land de la Bavière. Elle est un affluent du Lech dans le bassin du Danube.

## Source de la traduction
- (de) Cet article est partiellement ou en totalité issu de l’article de Wikipédia en allemand intitulé « Halblech (Fluss) » (voir la liste des auteurs).